# Ermida de Nossa Senhora da Conceição da Rocha (Calhau)

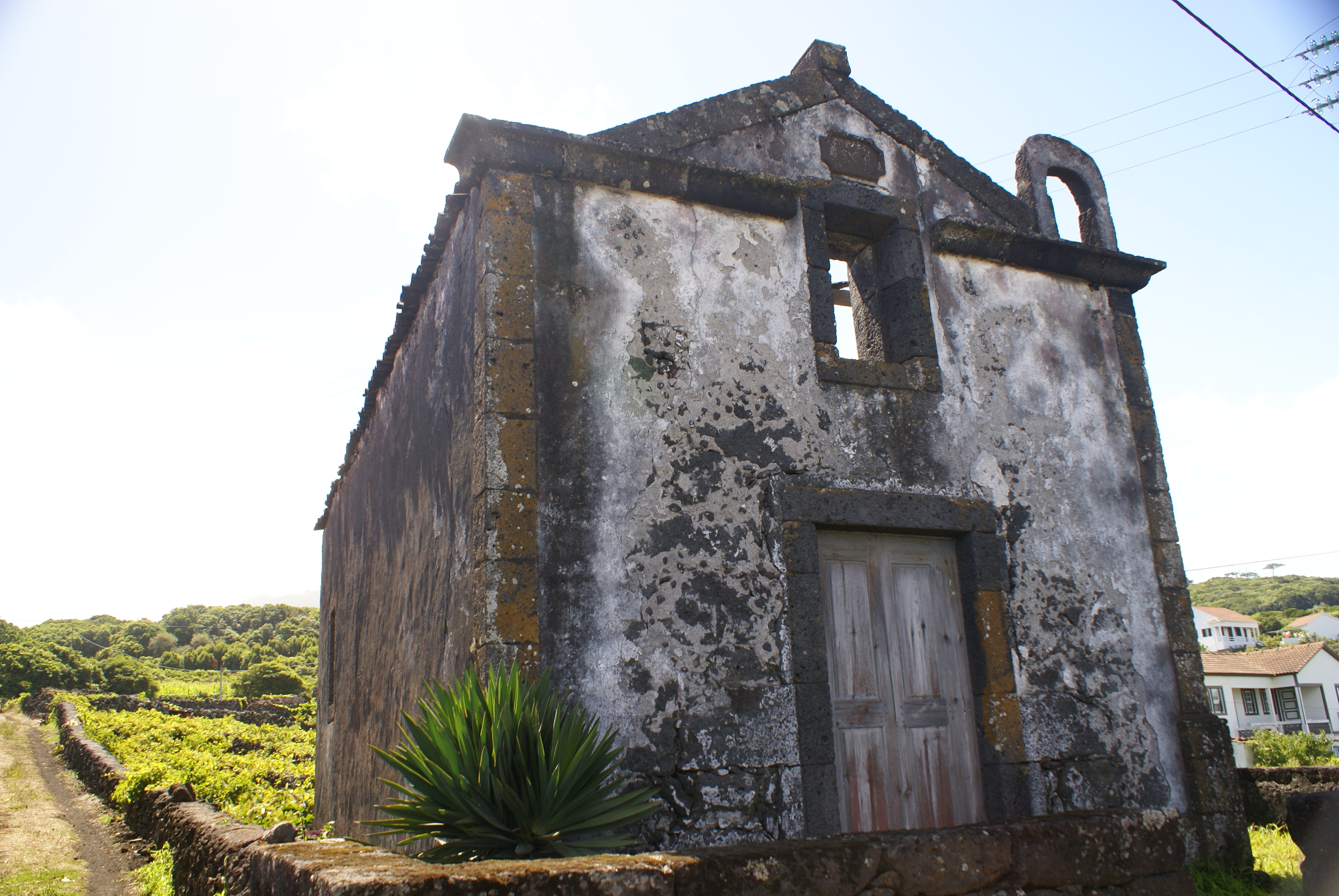
Ermida de Nossa Senhora da Conceição da Rocha, fachada.

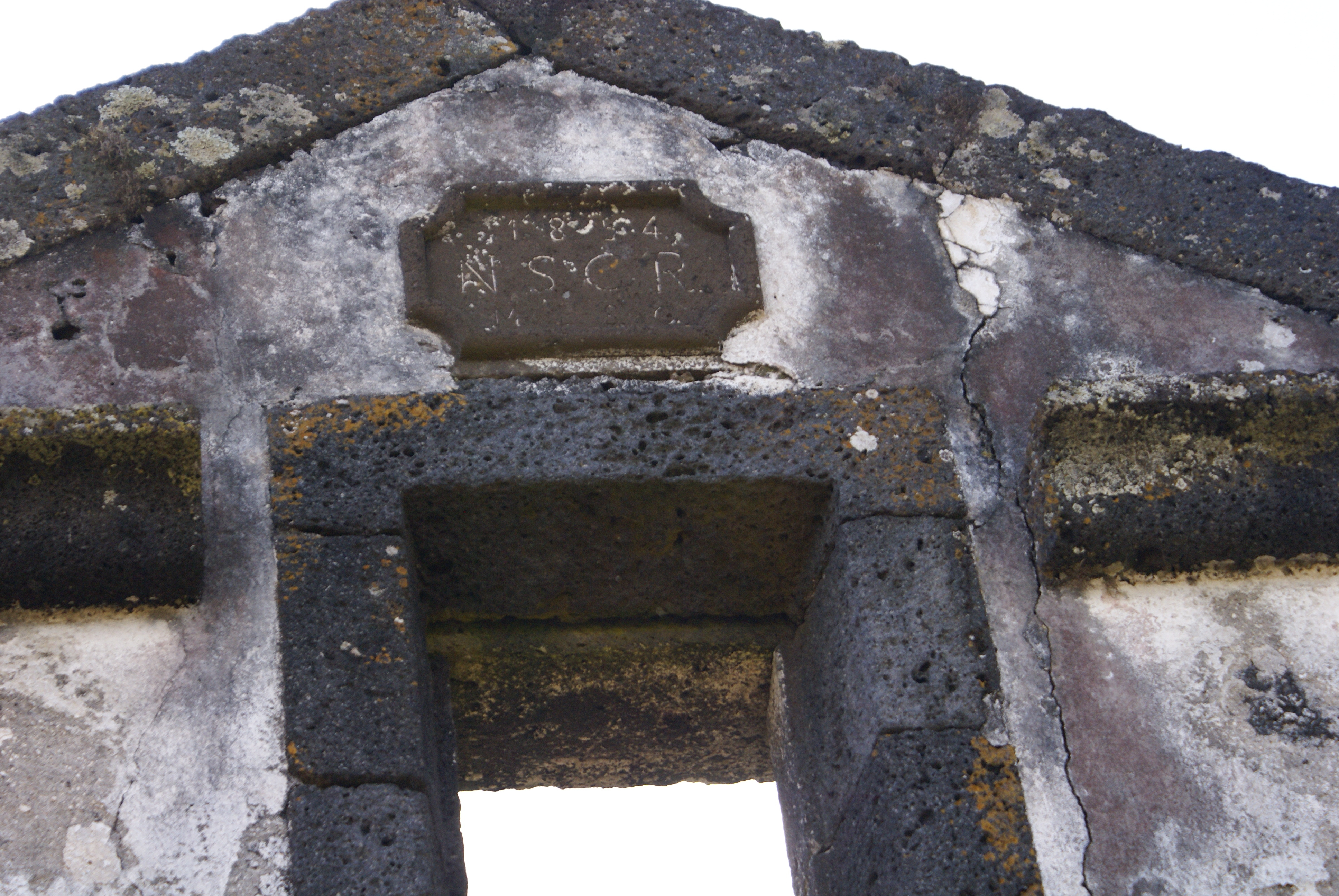
Ermida de Nossa Senhora da Conceição da Rocha, pormenor.

A  Ermida de Nossa Senhora da Conceição da Rocha  é uma Ermida portuguesa localizada no povoado do Calhau, freguesia da Piedade,  concelho de Lajes do Pico, na ilha do Pico, no arquipélago dos Açores.
Esta ermida cuja construção recua ao século XIX e que é dedicada a devoção de Nossa Senhora da Conceição foi fundada em 1854, conforme placa afixada na fachada. Em 2010 esta ermida encontra-se em ruínas.